# Heptaclor
L'heptaclor és un compost organoclorat que va ser utilitzat com a insecticida. Està englobat dins els insecticides ciclodiens. En 1962, el llibre Primavera Silenciosa de Rachel Carson va qüestionar la seguretat del heptaclor i d'altres insecticides clorats. Degut a la seva estabilitat estructural, l’heptaclor pot persistir al medi ambient al llarg de dècades. Arran d'això és un plaguicida prohibit, sota totes les seves formulacions, pel Conveni de Rotterdam, per ser nociu per a la salut humana i el medi ambient. El heptaclor es converteix fàcilment en l'epoxiheptaclor, més potent que l'heptaclor, una vegada que entra al medi ambient o el cos.

## Utilització
L'heptaclor és un insecticida que s'utilitzà molt en els anys 1960 i 1970 a la llar i entorns agrícoles. Va ser àmpliament utilitzat per controlar els tèrmits i les plagues en els cultius de blat de moro.
L'heptaclor i l'epoxiheptaclor (en el que es converteix després de la polvorització) encara es poden trobar a terra al voltant d'alguns llars a causa del seu ampli ús, sobretot entre 1953-1974, per matar els tèrmits i les plagues d'insectes agrícoles. També es pot trobar prop de llocs de residus perillosos. Tot i que el seu ús està prohibit des de fa gairebé 20 anys encara s'utilitza per matar les formigues de foc en els transformadors, en els cables de televisió soterranis i caixes de cable telefònic.

## Síntesi
De manera anàloga a la síntesi d'altres ciclodiens, l’heptaclor es produeix via la reacció de Diels-Alder de hexaclorociclopentadiè i ciclopentadiè. L’adducte resultant és bromat seguit d’un tractament amb clorur d’hidrogen en nitrometà en presència de triclorur d’alumini o amb monoclorur d’alumini.
Comparat amb el clordà, és entre 3 i 5 vegades més actiu com a insecticida, però més inert químicament, essent resistent contra l’aigua i àlcalis càustics.

## Metabolisme
Els microorganismes del sòl transformen l’heptaclor per epoxidació, hidròlisi i reducció. Quan s'incuba el compost en cultiu mixt d’organismes es forma clordè (hexaclorociclopentadiè, precursor de l’heptaclor), el qual continua metabolitzant fins a formar l'epoxiclordè. Altres metabòlits inclouen 1-hidroxiclordè, 1-hidroxi-2,3-epoxiclordè i l'epoxiheptaclor. Els microorganismes del sòl hidrolitzen l’heptaclor a cetoclordè. Les rates metabolitzen l’heptaclor a epoxi-1-exo-1-hidroxiheptaclor i a 1,2-dihidroxidihidroclordè. Quan l'epoxiheptaclor s'incuba en una preparació microsomal de fetge de porc i mosques domèstiques els productes que es troben són diol i 1-hidroxi-2,3-epoxiclordè. L'esquema metabòlic en rates mostra dos rutes pel mateix metabòlit. La primera segueix el següent esquema: heptaclor → epoxiheptaclor → derivat deshidrogenat de l'1-exo-hydroxi-2,3-exo-epoxiclordè → 1,2-dihidroxidihidroclordè. El segon segueix l'esquema següent: Heptaclor → 1-exo-hidroxiclordè → 1-exo-hidroxi- 2,3-exo-epoxiclordè → 1,2-dihidroxidihidroclordé.
En entrar en el cos humà l'heptaclor es metabolitza en el seu epòxid, una vegada que es converteix, l'epoxiheptaclor funciona per bloquejar la receptors GABA A, causant una inhibició del flux de ions clorur a través del receptor GABA A i estimulant el sistema nerviós.

## Impacte mediambiental
L’heptaclor és un contaminant orgànic persistent. Té una vida mitjana entre ~1’3-4’2 dies (aire), ~0’03-0’11 anys (aigua), ~0’11-0’34 anys (sòl). Com altres contaminants orgànics persistents, l’heptaclor és lipòfil i molt poc soluble en aigua (0’056 mg/L a 25 °C), com a conseqüència té tendència a acumular-se en el cos dels humans i animals. La característica del heptaclor per bioacumular podria produir efectes crònics secundaris en organismes exposats i possible biomagnificació en la cadena alimentària.
L'epoxiheptaclor té més probabilitats de ser trobat a l’ambient que l’heptacor. Aquest epòxid, a més, es dissol més fàcilment en aigua que l’heptaclor i és més persistent. L’heptaclor i el seu epòxid s'adsorbeixen en les partícules de sòl i s'evaporen. Això té com a conseqüència que l’heptaclor està subjecte a transport de llarg abast com indica la seva presència en mostres de precipitació del Llac Eire. El heptaclor és potencialment de molt alta toxicitat, tant per a les espècies de peixos d'aigua temperada com d'aigua freda. És també altament tòxic per als invertebrats d'aigua dolça i les aus.

## Toxicitat de l’heptaclor i dels seus derivats
L’interval oral LD50 per rates està comprès entre 40 mg/kg i 162 mg/kg. Dosis orals diàries d’heptaclor a concentracions de 50 i 100 mg/kg resulten letals per rates després de 10 dies. Per l'epoxiheptaclor els valors de LD50 oral estan compresos en l’interval des de 46’5 a 60 mg/kg. Amb un LD50 oral de 47 mg/kg per les rates, l'epoxiheptaclor és més tòxic. Un producte de la hidrogenació de l’hpetclor, el β-dihidroheptaclor, té una activitat insecticida elevada y una baixa toxicitat per mamífers, LD50>5,000mg/kg oral per rates.

## Impacte humà
D'acord amb l'Agència dels EUA per a Substàncies Tòxiques i el Registre de Malalties, cap estudi fins ara ha demostrat que l'exposició heptaclor concloent danya la salut humana. Els estudis en animals, però, han mostrat seriosos efectes negatius sobre la salut dels animals després d'una exposició crònica a l'heptaclor. Els problemes expressen una relació dosi-resposta: com més de la substància o més llarg s'està exposat a la substància, més greus són els efectes negatius. S'ha trobat que l'heptaclor té efectes significatius en la progesterona i en els nivells d'estrogen en rates de laboratori. Altres estudis animals mostren alteració del sistema nerviós i danys al fetge. De preocupació particular és la seva demostrada resposta carcinogènica en rates de laboratori i el seu potencial impacte per a la salut humana per la difosa contaminació mediambiental en la cadena alimentària.
Els éssers humans s'exposen a l’heptaclor a través de la ingestió d’aigua i menjar, i pot passa als fills a través de la lactància. Encara es poden trobar restes al sòl i l’aigua que poden ser transmeses a la llet materna per menjar cultivat en llocs on hi hagi restes. Alts nivells d’aquesta substància sembla que incrementen el risc de patir diabetis tipus 2 en un 7% (Harmon 2010).
L’agència internacional per a la investigació del càncer i la EPA han classificat el compost com a possible carcinogen humà tot i que no no s'han observat els efectes causats en animals en les poblacions humanes, però els resultats dels estudis en animals són una preocupació seriosa suficient. En animals exposats a l'epoxiheptaclor durant la gestació i la infància s'han trobat canvis en els sistemes nerviós i immunològic. Exposicions a dosis més altes d’heptaclor en animals nounats causa disminució de massa corporal i la mort. Aquest compost va ser designat com a Classe 2B o “possible carcinogen humà” per l’agència internacional per la investigació del càncer.
La EPA va establir el nivell de contaminació màxim en aigua per l’heptaclor en 0’0004 mg/L i per l'epoxiheptaclor en 0’0002 mg/L. El límit imposta per menjar per la FDA és 0’01 ppm per cultius, 0’1 ppm per llet i 0’3 ppm per peixos i mariscs comestibles. L'administració de seguretat ocupacional i salut té un límit de 0’5 mg/m3 (metre cúbic d’aire en el lloc de treball) per torns de 8 hores i per setmanes de 40 hores laborables. Estudis retrospectius en treballadors i ruixadors de heptaclor han demostrat significants increments de morts per malalties cerebrovascular.
ASTDR va reportar en 1993 no haver trobat estudis relacionats amb la mort d’éssers humans per ingestió oral d’heptaclor o d’epoxiheptaclor.

## Resum de la seva prohibició
L’heptaclor és un plaguicida prohibit, sota totes les seves formulacions, pel Conveni de Rotterdam, perquè és nociu per a la salut humana i el medi ambient. L’heptaclor va ser exclòs de la llista de substàncies actives autoritzades per a l'ús en productes de protecció de plantes a partir del 1991 a molts països signataris del conveni, per al seu ús com a plaguicida per a la protecció de plantes contra plagues i pestes. Està prohibida la producció, ús i comercialització de tots els productes de protecció de plantes que continguin heptaclor.